# Ковенант (Halo)

Представители Ковенанта в Halo 3

Ковена́нт (англ. Covenant) — вымышленный военный и теократический союз инопланетных рас во вселенной Halo. Этот союз состоит из множества различных рас, объединённых религиозным поклонением Предтечам и верой в то что гигантские Ореолы предоставят им путь к спасению. После того, как руководство Ковенанта — Высшие Пророки — объявляют человечество оскорбителем своих богов, Ковенант начинает длительную геноцидную кампанию против технологически более низкой расы. Имея огромное технологическое превосходство над людьми, они ведут войну на истребление против Космического Командования Объединённых Наций (ККОН).
Ковенант был впервые представлен в видеоигре Halo: Combat Evolved 2001 года в качестве врагов, охотящихся на персонажа игрока, человеческого суперсолдата по имени Мастер Чиф. Не понимая, что Ореолы были задуманы как оружие уничтожения, а не спасения, Ковенант пытается активировать кольца в трех отдельных случаях на протяжении серии, непреднамеренно высвобождая при этом вирулентного паразита, известного как Потоп.

## Обзор
В XXVI веке, в котором происходит действие серии Halo, человечество и Ковенант впервые встречаются в 2525 году. В поисках реликвий, оставленных их богами, Предтечами, Ковенант натыкается на людей на колониальной планете Харвест. Руководство Ковенанта обнаруживает, что Предтечи назвали человечество «вернувшими» их наследие и что религия Ковенанта построена на ложном учении; чтобы предотвратить раскрытие правды, они начинают геноцидную войну против человечества.
Превосходные технологии Ковенанта дают им явное преимущество в войне. В 2552 году Ковенант обнаруживает и уничтожает Предел, один из величайших военных оплотов человечества. Убегающий от битвы человеческий корабль обнаруживает кольцевой мир Предтеч, Ореол. Ковенант считает, что активация этих колец — ключ к спасению, но кольцо уничтожает человеческий суперсолдат Мастер Чиф. Вскоре после этого Ковенант впадает в гражданскую войну, когда выясняется истинное предназначение Ореолов: на самом деле это оружие массового уничтожения, созданное для того, чтобы остановить распространение паразитического Потопа. Опальный командир Ковенанта, известный как Арбитр, вступает в союз с Мастером Чифом, чтобы остановить Ковенант и Потоп, положив конец войне между людьми и Ковенантом. В послевоенную эпоху на смену пустоте во власти, после исчезновения Ковенанта, приходят различные фракции, в том числе и Изгнанные, которые выступают в качестве главных антагонистов в Halo Infinite.

### Религия
В игре Halo 2 раскрывается центральная составляющая религии ковенанта — Великое Путешествие (англ. The Great Journey), духовный эквивалент паломничества и конечная цель ковенанта. Они верят что их предшественники, Предтечи (англ. Forerunners), использовали Священные Кольца (Ореолы) (англ. Halo — отсюда название игры) для очищения вселенной от недостойных и направления создателей на путь спасения. Ковенанты желают уничтожить человечество и Потоп. Главный смысл Великого Путешествия — отправиться вслед за Предтечами по их пути. Исполнение Великого Путешествия состоит из активизации как минимум одного Ореола, «божественный ветер» (англ. Deus Wind) которого затем вознесёт всех достойных на высший путь.
Такое радикальное повиновение является крупной долей драматической иронии сюжета. По мере продвижения сюжетной линии, игрок и другие персонажи узнают от ИИ Кортаны, что Ореолы на самом деле не являются духовным предметом, а сверхоружием предназначенным для уничтожения всей разумной жизни в галактике, чтобы заставить Потоп погибнуть от голода. Впоследствии, вера ковенантов в вознесение Предтечей тоже оказывается ложной. Предтечам пришлось активизировать сеть колец для уничтожения Потопа, но при этом они уничтожили и себя. В игре Halo 3, игрок может прочитать запись одного из последних Предтечей, описывающего «Великое Путешествие» — источник веры ковенанта.
Большая часть Ковенанта не знает об истинном предназначении Ореолов. Религиозные сомнения началось с того, что группа Элитов узнаёт правду от ИИ Ореола-Альфа (Установки-04), 343 Виновная Искра (англ. 343 Guilty Spark), но их затем по приказу Иерархов убивает Арбитр (англ. Arbiter) как еретиков. Виновная Искра также раскрывает эту истину Арбитру и Тартарусу (англ. Tartarus), но последний отказывается принять это за правду. Верховный Пророк Истины (англ. Prophet of Truth), последний из Иерархов (Пророк Пощады и Пророк Скорби погибли во второй части), умирает при попытке активизировать все Ореолы из Ковчега (англ. Ark) в Halo 3.

## Появления
События центральной сюжетной линии случаются во время так называемого «Девятого Века Восстановления». Джо Стэтен во время интервью объяснил, что система летоисчисления Ковенанта разделена на семь эпох: Века Покидания, Века Конфликта, Века Открытия, Века Воссоединения, Века Преобразования, Века Сомнения и Века Восстановления. Девятый Век Восстановления начинается во время войны с людьми. Каждый из этих веков не является продолжительным. На самом деле, эти века именуются избирательно по общему состоянию Ковенанта в тот или иной период. Например, время первого контакта с людьми приходится на Двадцать Третий Век Сомнения, период изменений в обществе после безуспешного Восстания Уннгоев. Обнаружение артефактов Предтечей на человеческой колонии Урожайной (Жатва) вызвало нападение Ковенанта на человечество и начало Девятый Век Восстановления, период крестового похода и приобретения множества артефактов Предтечей.

### Романы «Контакт на Жатве» и «Падение Предела»
Первые контакты с ковенантами описаны в книгах «Halo: Контакт Жатва» и «Halo: Падение Предела». Ковенанты впервые обнаруживают человечество на отдалённой колонии Жатва, где единственный боевой корабль Ковенанта «остекленил» всю поверхность планеты, бомбардируя её плазменной пушкой, превращая поверхность Жатвы в раскалённое стекло. Этот корабль, послав людям сообщение по-английски «Боги приговорили вас к уничтожению, а мы — оружие в их руках», уничтожает разведывательное судно ККОН «Арго», фрегаты «Восток», «Аравию» и наносит серьёзные повреждения эсминцу «Геракл», прежде чем быть уничтоженным.
Превосходящие технологии позволили Ковенанту уничтожить Внешние Колонии человечества за 4 года; затем они принялись за Внутренние Колонии. Но их попытки замедляет Протокол Коула, запрещающий человеческим кораблям прыгать напрямую к важным человеческим колониям и требующий уничтожения навигационной базы данных и искусственных интеллектов при угрозе абордажа.
В 2552 году военные силы Ковенанта вторгаются в человеческую колонию Сигма Октанус 4, пытаясь заполучить артефакт Предтечей на планете, но их атаку отбивают силы ККОН под руководством адмирала Стэнфорда. Победив, один из кораблей флота, «Ирокез» отбывает из системы по приказу Департамента Военной Космической Разведки (ДВКР). К сожалению, экипаж не замечает небольшого зонда ковенантов прикрепившегося к обшивке корабля. Таким образом, Ковенант узнаёт местонахождение планеты Предел, последнего крупного военного бастиона ККОН и самой обороняемой колонии Земли.
Не тратя времени, ковенанты бросают на Предел огромный флот (около 300 кораблей) и, несмотря на потери, нанесённые магнитоускорительными пушками Предела, высаживают десант на поверхности планеты, который уничтожает генераторы пушек. Уничтожив большинство сил ККОН (более 100 кораблей), флот Ковенанта начинает плазменную бомбардировку планеты, но оставляет небольшой участок поверхности в целости, в поисках загадочного артефакта.

### События «Halo: Combat Evolved», романы «Halo: Потоп» и «Halo: Первый удар»
Тем временем, крупная группа кораблей отделяется от основного флота Ковенанта для преследования оставшегося человеческого крейсера «Столп Осени» к Ореолу-Альфа. Боясь повредить Священное Кольцо, ковенанты предпринимают попытку взять «Столп Осени» на абордаж с помощью десанта. Спустя некоторое время, ковенанты ненароком выпускают из законсервированных лабораторий мира-кольца Потоп, опасные паразитические организмы. Потоп инфицирует тела многих людей и ковенантов и захватывает крейсеры ковенантов «Истина и Единение» и «Божья Помощь» в попытке сбежать с Ореола. Ковенанты с самого начала (в отличие от людей) знают о Потопе из своих религиозных текстов и осознают угрозу, которую он представляет. Они немедленно посылают ударную группу для зачистки «Истины и Единения» и сосредотачивают своё внимание на том, чтобы остановить Потоп. Тем временем, Мастер Чиф, которого ковенанты называют «Демоном», взрывает термоядерные реакторы «Столпа Осени», уничтожая мир-кольцо и большую часть флота ковенантов. Спустя немного времени после этого, Мастер Чиф и другие спартанцы, пережившие захват Предела, уничтожают «Непреклонный Пастырь» (Упорный Иерофант), огромную космическую станцию Ковенанта, попутно почти полностью уничтожая армаду из 500 кораблей.

### События «Halo 2»
В этой игре начинается гражданская война в Ковенанте. В начале игры Верховный Пророк Сожаления прибывает на Землю с небольшим флотом сопровождения (15 кораблей). Не зная о том, что Земля является родным миром человечества, его корабли сопровождения довольно быстро оказываются уничтожены орбитальными магнитоускорительными пушками и земным флотом(один из двух носителей был уничтожен Мастером Чифом). Потеряв свой флот, Сожаление на своём крейсере сначала штурмует африканский город Новую Момбасу, а затем совершает прыжок к Ореолу-Дельта, при этом парализуя энергией прыжка Новую Момбасу. За ним по пятам следует человеческий корабль «Одетый в Янтарь» под руководством Миранды Кейс. Мастер Чиф получает задание убить Пророка, и ему это удаётся, несмотря на прибытие «Высшего Милосердия», огромной космической станции и столицы Ковенанта, и гигантского флота Ковенанта.
Чуть раньше, группа Ковенантов под предводительством Элита Сеса 'Рефуми захватывает газовую станцию Предтечей над газовым гигантом Порог (именно вокруг Порога вращается по орбите разрушенный в 1-й части Ореол-Альфа). 'Рефуми, узнав об истинном предназначении Ореола от 343 Виновной Искры, или, по вероисповеданию Ковенанта, «Оракула», планировал сообщить об этом всем Элитам. В ответ Иерархи назначают командира флота из первой игры, обвиняемого в уничтожении Священного Кольца, Арбитра и посылают убить этих «еретиков». В конце концов, 'Рефуми погибает от руки Арбитра, но ему всё же удаётся посеять зерно сомнения в Арбитра, показав ему 343 Виновную Искру, который вскоре попадает в плен к Тартарусу.
Пророки долгое время допрашивают 343 Виновную Искру и узнают от ИИ местоположение ключа для активации Ореола — Индекса, или, по религии Ковенанта, «Священной Иконы». Арбитра посылают в Библиотеку заполучить этот предмет, а Тартарусу приказывают убить его, если тот выживет. Как только Арбитр завершает своё задание, Тартарус забирает Индекс (а также оглушённых Арбитром людей Эйвери Джонсона и Миранду Кейс) и сбрасывает Арбитра с обрыва, но Арбитра спасает Могильный Разум.
Тем временем, Иерархи используют убийство Пророка Скорби как предлог для переведения Бугаёв на пост стражи Пророков. Этот пост по традиции всегда занимали Элиты, но Пророки утверждают, что они больше не могут гарантировать их безопасность, что вызывает гнев остальных Элитов, которые угрожают выйти в отставку из Верховного Совета Ковенанта.
Далее, когда Бугаи уже заняли свой новый пост, Верховный Пророк Истины тайно приказывает им начать жестокий геноцид против Элитов, маскируя это как восстание Бугаёв. Это порождает раскол Ковенанта на лоялистов и сепаратистов и приводит к гражданской войне. Лоялистами стали те кто поддерживают Пророков и их поиски Великого Путешествия: расы Пророков, Бугаёв, Шакалов, Рой и горстки Хрюков. К Элитам-сепаратистам присоединяются Охотники и большинство Хрюков. Инженеры, по всей видимости, занимают нейтральную позицию.
Под конец «Halo 2», Могильный Разум посылает Арбитра остановить активизацию Ореола-Дельта, а Мастера Чифа — на «Высшее Милосердие» для борьбы с Пророком Истины. Арбитр и силы сепаратистов вступают в вынужденное перемирие с силами ККОН на Ореоле-Дельта, совместно пытаясь остановить Тартаруса и его Бугаёв. В конце концов, им это удаётся и Тартарус погибает от руки Арбитра. Несмотря на перемирие на Установке-05 (Ореол-Дельта), жестокие битвы между ККОН и Ковенантом продолжаются на Земле и мире Предтечей под названием «Оникс». Мастер Чиф успешно преследует Пророка Истины и в последний момент успевает попасть на борт дредноута Предтечей, на котором Пророк Истины отправляется к Земле. В это же время Потоп во главе с Могильным Разумом, захватив фрегат ККОН «Одетый в Янтарь», проникает на «Высшее Милосердие» и начинает постепенный захват станции.

### События «Halo 3»
До начала «Halo 3», все Элиты отделились от Ковенанта, хотя становится известно, что не все Хрюки и Охотники ушли с ними. Гражданская война нанесла серьёзный урон Ковенанту; со времён событий «Halo 2», они потеряли крупную часть своего основного флота в междоусобной битве вокруг «Высшего Милосердия». Сама станция была окончательно захвачена и ассимилирована Роем, включая Пророков Скорби и Пощады.
Бугаи, по-видимому, полностью заменили Элитов в иерархии Ковенанта. После гибели их вождя Тартаруса, Бугаи теперь подчиняются непосредственно Пророку Истины. Часть Хрюков следует за ними в бой также, как они следовали за Элитами; то же самое касается и остальных оставшихся членов Ковенанта.
Пытаясь в последний раз совершить Великое Путешествие, Пророк Истины повёл дредноут Предтечей к Земле и начинает активизировать портал между Килиманджаро и руинами Новой Момбасы, ведущий к Ковчегу. Прежде чем совместные силы ККОН и Элитов могут его остановить, Истина активизирует портал, открывая пространственный проход в небе, через который затем прыгает флот Пророка. На Землю прибывают первые инфицированные Потопом корабли, но благодаря плазменной бомбардировке, устроенной флотом Элитов, угрозы заражения удаётся избежать.
После этого Пророк пытается активизировать Ковчег, оставляя свой флот разбираться с небольшим флотом Элитов, последовавшим за ними после зачистки территории вокруг портала на Земле. Элитам удаётся победить Бугаёв, несмотря на их трёхкратное количественное превосходство (решающую роль сыграл опыт Элитов в космических битвах). Тем временем, Пророк Истины использует свои наземные силы, включая Хрюков, Рой, Охотников и Шакалов для задержания врага, выигрывая для себя достаточно времени для активизации Ковчега. Каким-то образом он осознаёт что активизировать Ковчег может лишь человек. Когда Мастер Чиф, Арбитр и сержант Джонсон пытаются добраться до ядра Ковчега, Джонсон попадает в плен к ковенантам. Неожиданно для всех, на Ковчег падает бывшая столица Ковенанта, «Высшее Милосердие», из останков которой начинает распространяться Потоп.
Пророк приказывает Бугаям оставить Джонсона в живых, так как сам он не может активизировать Ковчег. Джонсона пытается спасти капитан Миранда Кейс, но она погибает от руки Истины, застрелившего её. Затем Пророк силой заставляет Джонсона нажать на кнопку активации, прежде чем в контрольный центр врываются Мастер Чиф, Арбитр и помогающий им Потоп.
Добравшись до контрольной панели, Мастер Чиф и Арбитр увидели, что вся охрана Пророка уже мертва, а сам Истина (уже заражённый инфекционной формой Роя) лежит перед контрольной панелью. Его последними словами стали: «Я — Пророк Истины — Голос Ковенанта!». Прежде чем пронзить его своим плазменным мечом, Арбитр отвечает: «И поэтому ты должен замолчать!» — те же слова, что Пророк Истины сказал ему, приказывая уничтожить лидера еретиков в «Halo 2».
Дальнейшая судьба Ковенанта после смерти последнего Иерарха неизвестна, так как остальная часть игры сосредоточена на битве против Роя и активизации нового Ореола (строящегося на замену уничтоженного в первой игре Ореола-Альфа). В финальном ролике адмирал Худ произносит речь о погибших в войне, раскрывая, что война окончена победой человечества. Элиты во главе с Арбитром заключают с человечеством мир и улетают обратно в свой родной мир, Сангхелиос.

## Технологии
Технологически ковенанты предпочитают имитацию, а не инновацию — почти всё их оружие происходит от изучения артефактов Предтечей, а не самостоятельных исследований. Более того, ковенанты не до конца изучили большую часть своих технологий и не способны использовать их в полной мере. ИИ ККОН (в особенности, Кортана) показали себя способными на многократное улучшение эффективности оружия Ковенанта. Они также могут с лёгкостью проникать в компьютерные системы Ковенанта, хотя ковенанты тоже имеют свои подобия искусственного интеллекта, но их самостоятельность сильно ограничена религиозной догмой (см. роман «Halo: Первый Удар»).

### Пехотное оружие
Арсенал Ковенанта в играх, в основном, состоит из энергетического оружия, зачастую плазменного. Их оружие меняет огневую мощь на надёжность: стандартное плазменное оружие ковенантов (пистолеты и винтовки) не требуют перезарядки, но их заряд также невозможно возобновить. Если же вести постоянную стрельбу, то оружие может перегреться. Это подтверждает заключение ИИ Кортаны что ковенанты лишь эмулировали свои технологии у Предтечей и поэтому не являются такими продвинутыми, как казалось на первый взгляд. Лишь по мере продвижения войны с людьми в арсенал ковенантов было добавлено несколько типов специализированного оружия по человеческим образцам (опять же — имитация).

### Наземная и воздушная техника
На вооружении Ковенанта состоит множество типов военной техники. Наземная техника, в основном, использует антигравитационные двигатели, позволяющая зависать над поверхностью земли. Они также, как и всё ковенантское, выкрашены в ярко-фиолетовый или вишнёвый цвет, в отличие от камуфляжной окраски человеческих машин.
Самыми распространёнными видами техники ковенантов являются ховермотоцикл «Призрак», средний транспорт «Спектр» и САУ «Привидение». Также встречается тяжёлая штурмовая платформа «Скарабей» и стационарное плазменное орудие «Кошмар». «Саранча» дальнобойное лучевое орудие на четырехногом шасси. Воздушная техника Ковенанта включает в себя одноместный истребитель «Баньши» и транспортный челнок «Дух», используемый лишь в первой и последней играх и некоторых других произведениях. Начиная со второй игры, «Дух» был заменён на более универсальный «Фантом». «Вампир» — противовоздушная летающая машина. Там же появился истребитель-перехватчик «Серафим», используемый в космических баталиях. В третьей игре появляются две колёсные машины, используемые только Брутами: «Рубитель» и «Бродяга», которые используются как штурмовая техника для пехоты. Эта техника была разработана после изучения человеческих сельскохозяйственных машин (комбайнов) на планете Урожай; они абсолютно отличаются от более «инопланетных» образцов снаряжения, с торчащим грубо обработанным металлом.

### Космические корабли
Космический флот Ковенанта состоит из нескольких типов кораблей, классифицированных по человеческим стандартам. Несколько важных для сюжетной линии кораблей было названо в играх и книгах. Основной принцип сверхсветового движения кораблей ковенантов такой же как и у кораблей ККОН, но технологии, позаимствованные у Предтечей не являются такими грубыми, как человеческие. Корабли ковенантов двигаются быстрее, легче и потребляют меньше энергии для прыжков: скорость кораблей землян измеряется в световых годах в день, ковенантов — световых годах в час. Вооружение их кораблей, по-сути, является укрупнённой версией их технологии направленной плазмы для пехоты. Используя довольно мощные электромагниты, турели направляют сгусток сверхгорячей плазмы на очень дальние расстояния, где плазма в прямом смысле расплавляет обшивку вражеского корабля; плазменные торпеды управляются магнитными полями на расстоянии. Но и эта технология работает недостаточно эффективно, так как в романе «Halo: Первый Удар» Кортана смогла, используя меньшее количество энергии, создать узконаправленный луч из плазмы для быстрого разрезания кораблей на части. Она также заявила, что человеческая наука сможет улучшить эти технологии и высказала гипотезу, что так как ковенанты не желают модифицировать технологии своих «богов», этим они проявляют невежество. Оборонные системы кораблей Ковенанта включают в себя сверхмощные энергощиты. В начале войны, эти щиты можно было пробить лишь используя от трёх до пяти выстрелов из магнитоускорительной пушки (МУП) или ядерным оружием. Позже, в битве за Предел, единственный выстрел из орбитального супер-МУПа мог уничтожить любой корабль ковенантов, независимо от мощности щитов и толщины брони.
Каждый корабль Ковенанта оборудован устройством под названием «люминарий» (или «светило»). Люминарии были созданы по образцу устройства найденного на корабле Предтечей в центре «Высшего Милосердия» и, поэтому, считаются священными. Ковенанты верят что функцией люминариев является обнаружение артефактов Предтечей, поэтому любая попытка вмешательства в работу люминария карается смертью. На самом деле, обнаружение артефактов Предтечей является лишь одной из функций, так как «люминарии» также обнаружили «восстановителей» — людей. Ковенанты же переинтерпретировали символ «восстановителя» как «восстановление», то есть извлечения артефакта. Это и послужило одной из причин начала войны между ККОН и Ковенантом.

#### «Истина и Единение»
Корабль ковенантов класса «линейный крейсер CCS», предназначенный для космических и планетарных сражений. Во время первой игры на корабль проникает Потоп и отключает большинство систем. Ковенанты посылают отряды для возвращения корабля под их контроль, но, в конце концов, корабль захватывают силы ККОН под предводительством майора Антонио Сильвы, планируя триумфально отвезти его и выживших после зачистки судна паразитов на Землю для изучения. В конце концов, лейтенант УВОД (Ударных Войск Орбитального Десантирования) по имени Мелисса Маккей жертвует собой и всеми людьми на «Истине и Единении» и уничтожает корабль, чтобы не дать Потопу покинуть Ореол.

#### «Восхождение Правосудия»
Флагманский корабль одного из флотов Ковенанта, который оказывается захвачен Главным Старшиной и другими выжившими людьми в книге «Halo: Первый удар». Они используют флагман, чтобы вернуться на планету Предел, где они спасают нескольких спартанцев и других, переживших орбитальную бомбардировку планеты. По ходу сюжетной линии книги корабль оказывается сильно повреждён в боях с ковенантами, и в конце романа адмирал Уиткомб и офицер ДВКР Элиас Хаверсон используют его чтобы заманить вражескую армаду к станции «Непреклонный Пастырь». При взрыве станции «Восхождение Правосудия» и большая часть армады погибает. Перед тем как его отозвали, этим кораблём командовал элит, ставший впоследствии Арбитром.

#### «Непреклонный Пастырь»
Огромная космическая станция Ковенанта, на которой готовилась атака на Землю. Станцию и большую часть окружающего её флота Ковенанта взрывает Главный Старшина и выжившие на Пределе спартанцы во главе в вице-адмиралом Уиткомбом. Эта акция превратила вторжение Ковенанта на Землю в самоубийство (12 кораблей вместо 500), но, не ожидая найти землян на Земле, Пророк Скорби всё равно отправился в «экспедицию».

#### «Высшее Милосердие»
Священный Город и столица Ковенанта. Этот город, по-сути, является огромной космической станцией размером с Луну, а его купол — кусок родной планеты Пророков. Так как станция является мобильной, то местоположение «Высшего Милосердия» часто меняется. В центре города стоит дредноут Предтечей, генераторы которого питают весь город. Используя корабль «Одетый в Янтарь», Могильный Разум заражает город в конце «Halo 2». Тогда же Пророк Истины забирает корабль Предтечей и уводит его на Землю. В «Halo 3» Могильный Разум использует станцию как способ попасть на Ковчег. В результате «Высшее Милосердие» терпит тяжёлую аварию при столкновении с Ковчегом и прекращает своё существование.

#### «Божья Помощь»
Корабль продовольственной поддержки (ферма), который присутствовал у Ореола-Альфа в первой игре. Корабль захватывает Потоп, проникнув на него с помощью челнока. Позже ударный отряд ковенантов нейтрализовал угрозу, направив корабль в ближайшую звезду.

#### «Тень Намерения»
Штурмовой авианосец Элитов, взятый Ртасом 'Вадуми и другими Элитами в конце «Halo 2». Этот корабль, с 'Вадуми в роли хозяина корабля (англ. Shipmaster — наименование командира корабля), является флагманом флота Элитов на Земле и у Ковчега. Ртас 'Вадуми и Арбитр в конце «Halo 3» улетают на нём на свой родной мир Сангхелиос.

#### «Долгая Ночь Милосердия»
Сверхноситель (по недавно опубликованным Bungie данным, его длина — 28960 [sic] метров), начавший вторжение на Рич (Предел) 26 июля 2552 года или ранее. До 12 августа он использовал маскировку, отправляя малые корабли и доставляя наземные части через телепортеры; в тот день контратака наземных частей Армии ККОН вынудила его обнаружить себя. Через два дня Группа Ноубл захватила один из корветов ковенанта и повела его на дозаправку. В момент стыковки подпространственный двигатель, снятый с фрегата ККОН «Саванна», отправил среднюю часть корабля «на тот свет» (то есть в подпространство); нос и корма упали на поверхность. Стратегический эффект оказался минимальным — основные силы Ковенанта прибыли через полминуты.

## Расы
Общество Ковенанта имеет строгую кастовую систему, в которую входит множество рас, некоторые из которых были приняты не самым мирным путём. Каждая раса (за исключением, возможно, Инженеров) обязана предоставлять определённое количество солдат для продолжения пребывания в Ковенанте (хотя само пребывание в Ковенанте тоже является обязательным).

### Пророки
Пророки (самоназвание — Сан 'Шайуум) являются высочайшей правящей кастой в Ковенанте. Их родной мир однажды являлся колонией Предтечей; отсюда и их продвинутые технологии. Следует упомянуть что Сан 'Шайуумы в Ковенанте не представляют всю свою расу. Когда-то, на их родной планете две фракции начали религиозную междоусобную войну. Фракция, желавшая использовать технологии Предтечей, активизировала дредноут Предтечей на планете и улетела. Впрочем, экстренный взлёт также забрал с собой крупную часть самой планеты, так что вполне возможно, что оставшихся Сан 'Шайуумов более нет в живых. Пророки являются политическими и духовными лидерами Ковенанта и имеют полный контроль над ежедневными действиями всех его членов. Основными исполнителями воли Ковенанта является теократический триумвират Иерархов. На момент начала первой игры ими являются Пророк Истины, Пророк Пощады и Пророк Скорби (раннее, они являлись Министром Силы Духа, Вице-Министром Спокойствия и Философом, соответственно). Вместе они составляют ядро власти в правительстве Ковенанта. Также существуют менее высокие по положению Пророки, ответственные за отдельные аспекты культуры, общества и военных операций.
Пророки в играх выглядят физически слабыми, но умственно развитыми. Хотя они проводят большую часть своих жизней в левитирующих тронах, они всё же отлично умеют за себя постоять (в основном благодаря оружию, встроенному в трон). Охраняет Пророков Гвардия Чести, которыми вначале были Элиты, но затем их место заняли Бруты.
До создания Ковенанта, Пророки находились в состоянии войны с Элитами. Лишь их сверхпродвинутый дредноут позволял им сравнивать шансы. В конце концов, ситуация достигла патового состояния, и обе расы согласились на мир, заложив основу Ковенанта. С тех пор Пророки потратили много усилий, пытаясь продлить свои жизни, устанавливая евгеническую программу, запрещающую определённым индивидам размножаться. Возможно, они не желают возвращаться домой, или же их родной мир действительно был уничтожен экстренным стартом дредноута, но все Пророки проживают в «Высшем Милосердии». После заражения этого города Потопом, а также в результате гражданской войны в Ковенанте, население Пророков находится на катастрофически низком уровне, скорее всего предрекая скорую гибель всей расы.
В дальнейшем, становится известно, что в далёком прошлом Пророки были высокоразвитой цивилизацией, вступившей в союз с доисторическими людьми (управляющими огромной межзвёздной империей) против Предтечей. Однако Предтечи оказались сильнее обеих рас и уничтожили обе империи. Люди были отброшены в каменный век, а Пророкам было позволено жить только на двух планетах. Когда Предтечи начали подготовку к активации Ореолов, отчаянные Пророки восстали, но были вновь повержены. Изначальная цивилизация Пророков была уничтожены активацией Ореолов, после чего их родной мир был вновь «засеян» из образцов, собранных Библиотекаршей. Эти новые Пророки не имели понятия об их могущественных предках и приняли их сооружения (и сооружения Предтечей) за божественные реликвии.

### Элиты
Элиты (самоназвание — Сангхейли, англ. Elite) однажды были костяком военных сил Ковенанта, до того как их заменили Бруты. Ростом в 2,5 метра, Элиты являются отменными солдатами, полностью преданными Пророкам, гениальными тактиками и дисциплинированными, агрессивными бойцами. Быстрее, сильнее и выносливее любого человека (за исключением солдат из программы SPARTAN-II в экзоскелете «Мьёльнир»), они идут в бой небольшими группами, но обычно ведут отряды Хрюков и Шакалов. Все Элиты, независимо от профессии или звания, являются отличными бойцами. Самым опытным, «мечникам» (тем, кому позволено применять в бою «Энергетический Меч Тип 1»), запрещено жениться; вместо этого, их убеждают размножаться как можно чаще для сохранения их «генов мечника».
Элиты носят броню различного цвета, который обозначает звание солдата.
После перемирия между Пророками и Элитами, обе религиозные расы основали Ковенант. Хотя Элиты были на грани победы над Пророками, они согласились на второстепенную роль в новом союзе. Они стали охранниками Пророков (Гвардия Чести) и их передовыми солдатами. В конце концов, Элиты показали себя ущербными в охране жизней Пророков (особенно из-за Главного Старшины). Этот факт, а также и то что элиты всё больше начали сомневаться в правильности веры, вызвали решение Пророков начать геноцид против Элитов руками Брутов, которые впоследствии станут их заменой. В ответ, Элиты покинули Ковенант, чтобы отомстить за погибших и уничтожить Пророков, начиная гражданскую войну и позволяя себе наконец-то сразится с ненавистными Брутами. Хотя они временно становятся союзниками людей, судьба этого союза после событий «Halo 3» неизвестна.
Физической особенностью Элитов является их нижняя челюсть, разделённая на четыре части. В анимированном короткометражном фильме «Halo Legends: The Duel» показаны Женщины-Элиты. В отличие от мужчин они имеют более человекоподобное лицо и своеобразные дреды, что делает их отдаленно похожими на Хищников. Также, стоит отметить, что там их челюсти выражены намного слабее чем у мужчин. Также в этом аниме показан родной мир Элитов, Сангхелиос, сильно напоминающий феодальную Японию.
У Элитов существует довольно странный с человеческой точки зрения кодекс чести. Раненные солдаты считаются обесчещенными до тех пор, пока они не искупят себя либо гибелью в бою с достойным противником, либо кровью врагов. По этой причине, среди Элитов нет докторов, так как болезнь и ранения являются признаками слабости. Также нормой является попытка убийства главы клана, если не все его считают достойным этой позиции, хотя ожидается, что сомневающийся лично совершит покушение, а не подошлёт убийц.

### Бруты
Бруты (ковенантное название — Джиралханай) впервые появились в книге «Halo: Первый удар», а затем в игре «Halo 2». Внешним видом они напоминают гориллу с примесью носорога. Ростом в 2,7 метров, Бруты имеют нечеловеческую физическую силу и выносливость, уравнивающую их с Элитами. Бруты организованы по племенам, которых возглавляют вожди; Тартарус был первым показанным в игре вождём. В «Halo 3», у Брутов появляется цветовая система опознавания звания, позаимствованная у Элитов.
Бруты долгое время не ладили с Элитами, в основном из-за несомненной верности Брутов религии Ковенанта и Пророкам, тогда как Элиты начали сомневаться в правдивости учений. Эта вражда в конце концов переросла в полномасштабную гражданскую войну между лоялистами и сепаратистами, разделившую Ковенант надвое. Тогда же Бруты заполнили пустоту, оставленную уходом Элитов из Ковенанта, принимая командные роли в войсках Ковенанта.
В бою Брут зачастую является командиром полдесятка Хрюков и Шакалов, которые паникуют и разбегаются при его гибели. Они также выступают как часть стаи из шести Брутов. При гибели своей стаи, оставшийся Брут входит в состояние бешенства, выбрасывает оружие и бросается на врага с когтями. Хотя в «Halo 2» Бруты не носят высокотехнологической брони, предпочитая зависеть от своей толстой кожи, в «Halo 3» они носят аблятивную броню, делающую их ещё более смертоносными. В отличие от плазменного и радиационного оружия основной части Ковенанта, Бруты предпочитают использовать своё собственное оружие, стреляющее пулями, гранатами, химическими реактивами, гравитационными волнами или почти расплавленными металлическими иглами. В отличие от других рас, они не брезгуют изучать человеческое снаряжение, близкое к ним по техническому уровню, особенно дробовики.

### Ворчуны
Хрюки, Гранты (или Ворчуны, ковенантное название — Унггой) являются основой пехотных военных сил Ковенанта и принадлежат к низшей касте. Вдобавку к их роли пушечного мяса на поле боя, Ворчуны также используются для грубой физической работы. В очень редких случаях особо умные и религиозные Хрюки могут быть повышены до звания Дьякона для помощи распространения доктрины Ковенанта. В отличие от всех других известных рас галактики, Хрюки дышат смесью метана, которая хранится в пирамидальных баллонах на их спинах. Ростом приблизительно в 1,5 метра, почти все Ворчуны являются прирождёнными трусами и поодиночке не представляют угрозы для любого человека-солдата. Для победы они нападают огромным количеством, но даже для этого им нужна властная рука для поддержания дисциплины; обычно эта роль принадлежит Элиту или Бруту. Без лидера Хрюки зачастую паникуют и разбегаются при виде врага. Как и Элиты, Хрюки носят скафандры различного цвета, обозначающего звание.
Из-за повышенной рождаемости унггоев, Пророки приняли решение контролировать рост их населения путём медикаментов. Это, однако, вызывало протесты со стороны Унггоев. Однажды, один из таких протестов повлёк за собой полномасштабное Восстание Хрюков, которое грозило уничтожить Ковенант изнутри. Оно было остановлено лишь усилиями тогдашнего Арбитра.
Все остальные расы Ковенанта видят Хрюков заменимыми и часто используют их как пушечное мясо для обнаружения вражеских позиций или для задержания мощной атаки врага. Несмотря на их небольшой рост, они вполне способны использовать тяжёлые орудия ковенантов. Именно Хрюков зачастую можно увидеть за управлением стационарных туррелей. Так как Хрюки вбирают знания гораздо быстрее других членов Ковенанта, их часто назначают радистами для слежения за действиями врага. Благодаря этому, именно Хрюки знакомы с человеческими языками.
Во время гражданской войны в Ковенанте, большая часть Хрюков перешла на сторону Элитов-сепаратистов. Но некоторые индивиды всё же остались на стороне Брутов-лоялистов, в основном, из страха.

### Шакалы
Шакалы (ковенантное название — Киг-Яр) были изначально приняты на замену трусливым Хрюкам, но их темперамент дал ковенантам понять, что этому не случится. Хотя их звания обычно равны званиям Хрюков, их статус в Ковенанте всё же выше. Эта раса имеет отменную чувствительность к окружающей среде, поэтому их часто назначают на роли разведчиков или снайперов.
Как и люди, Шакалы разделены на два пола, которые могут быть распознаны по виду головы. У самцов на голове растут шипообразные выступы, похожие на игуану; цвет этих выступов отображает настроение индивида, на теле у них нет оперения. В отличие от самцов, Шакалы-самки не имеют головного оперения, но их макушки и затылки имеют толстые коричневые выпуклости, их тело покрыто оперением. Известно что командирами многих кораблей Шакалов являются самки, так как собственность корабля передаётся в клане по матрилинейной системе.
В наземном бою Шакалы носят энергетический щит на одной из рук; в другой — плазменный пистолет. Их щиты могут с лёгкостью отбить пули (даже подкалиберные боеприпасы из снайперской винтовки калибра 14.5 мм) и снаряды из игольников, но могут быть уничтожены множеством плазменных выстрелов. Как и броня Элитов, цвет щита Шакала отображает звание. Шакалы предпочитают сбиваться в группы и защищать друг друга своими щитами. Эти щиты имеют небольшое отверстие для пистолета. Только лучшие снайперы способны попасть издалека в это отверстие.
В «Halo 2», некоторые Шакалы вооружены ковенантским аналогом снайперской винтовки, предпочитая открывать огонь из прикрытия или с высоты. В «Halo 3» некоторые Шакалы-снайперы также вооружены карабинами. В «Halo: Reach» появились Застрельщики — более крепкая и подвижная разновидность Шакалов, вместо щитов использующая заходы с высоты или с фланга.
Традиционная культура Шакалов основана на пиратстве. Они предпочитают забирать у других то, что им нужно. Когда они переполнили свой мир в созвездии Корма, различия между кланами преуменьшились, и Шакалы объединились для пиратства над другими расами. Когда Ковенант насильно принял Шакалов в себя, они нехотя приняли верование Пророков, но никто из них не является убеждённым верующим. Корабли Шакалов обычно являются разведчиками Ковенанта, обнаруживая новые миры и расы для слияния с Ковенантом. Пророки обычно смотрят сквозь пальцы на грабежи Шакалов; лишь артефакты Предтечей обязаны быть доставлены в руки Пророков. Невыполнение последнего правила карается смертью, что не мешает некоторым особо дерзким Шакалам пытаться отключить свой люминарий, передающий информацию об артефактах Пророкам. Шакалы, по сути, являются каперами Ковенанта.

### Охотники
Охотники (ковенантное название — Лекголо) являются особо опасными противниками, которых ковенанты обычно используют в роли тяжёлой обороны или пробивания вражеских линий. Прямостоящий Охотник имеет рост в 3,6 метра, хотя в боевом режиме их рост сокращается до 2,4. Охотники всегда работают в паре. Их огромная, почти непробиваемая броня, крупные щиты (которыми они также любят сражаться в рукопашную) и встроенная в руку плазменная пушка делают их ходячими танками.
Охотники являются самой распространённой расой Ковенанта; их около 2 триллионов. Это объясняется тем, что существа, которых называют Охотниками (Мгалекголо), на самом деле являются конгломератом разумных оранжевых червей (именно они и есть Лекголо), которых держит вместе та самая броня. Небольшие отверстия на «теле» и «шее» показывают этих червей и также являются уязвимыми точками существа. Охотники являются единой колонией, которая разрослась вне границ одного скафандра — чаще всего они «работают» в парах. Каждый червь сам по себе не разумен. Лишь вместе, совокупность этих существ создаёт подобие критической массы, необходимой для разума.
Охотники были впервые обнаружены в кольце газового гиганта. По-видимому, это кольцо когда-то являлось естественным спутником и колонией Предтечей. Множество руин Предтечей кишели Охотниками пронизывавшим эти руины, как термиты — дерево. Пророки были в ужасе от такого святотатства и пожелали уничтожить Охотников. Но это оказалось слишком сложным процессом, поскольку ковенанты боялись повредить священные руины. В конце концов, Арбитр того времени предложил «приручить» Охотников и использовать их способности на благо Ковенанту.
Охотники обычно чувствуют лишь презрение по отношению к низшим расам Ковенанта (в бою они не думая убьют любого Ворчуна или Шакала на их пути) и редко общаются с другими расами, за исключением Элитов. Скорее всего, у них есть своя собственная религия, а некоторые Охотники даже читают стихи и медитируют в свободное время. Вне битв Охотники не участвуют в событиях внутри Ковенанта, так как их единственная причина пребывания в Ковенанте — возможность преодолевать межзвёздные расстояния.
Во время гражданской войны Охотники не показали себя верными ни одной из сторон. Некоторые перешли на сторону Элитов-сепаратистов, но некоторые, как и группа Хрюков, решили остаться на стороне лоялистов.

### Инженеры
Инженеры (Механики, по-ковенантски — Хурагок) представляют собой научно-инженерный хребет Ковенанта. Название «Хурагок» происходит от самих Предтечей, что указывает на, то что они являются их созданиями.
Следует упомянуть что инженеры не рождаются; они — биологические машины, органы которых практически неотличимы от их «настоящих» аналогов. Когда поблизости имеется достаточно сырья, один или несколько Инженеров создают нового Инженера из этого сырья, память которого является совокупностью памяти «родителей» (не более трёх). Хотя все Инженеры создаются по единому «шаблону», создание такого сложного организма довольно сложно. В результате, имена Инженеров отображают их изначальную «плавучесть»; например, Слишком Тяжёлый, Легко Изменяемый или Легче Некоторых.
Инженеры плавают по воздуху благодаря своим газовым пузырям, а их щупальца могут разделяться на многие, более тонкие «щупальца», которые ловко работают с любыми машинами. Цели Инженеров неизвестны даже Пророкам, но для них не существует понятий «свой» или «чужой». Они предпочитают проводить всё своё время, исследуя и ремонтируя технологии. Но при угрозе любому артефакту Предтечей они испускают высокочастотный крик. Язык Инженеров состоит из жестов, используя свои ловкие щупальца для формирования слов. С некоторой практикой, другие тоже могут научиться общаться с Инженерами используя пальцы рук. Хотя этому языку не так уж и сложно научиться, редко кто из ковенантов имеет достаточно терпения для этого. Это обычно и не нужно, так как Инженеры сами знают, что делать по отношению к технологиям. Инженеры даже умеют ремонтировать себя или своих собратьев, позволяя им жить почти бесконечно.
Инженеры появляются лишь в книгах. В играх они не присутствовали до выпуска стратегии «Halo Wars», хотя их модели присутствуют в коде «Halo: Combat Evolved». Они также были добавлены в игры «Halo 3: ODST» и «Halo Reach» в роли уязвимых летающих генераторов дополнительных щитов для противников.

### Рой
Рой (ковенантное название — Янме’е) — единственная насекомообразная раса в Ковенанте. Они общаются чириканьем и щелчками, но неизвестно, является ли эта связь со всем ульем или между индивидами. Их бледно-зелёный панцирь довольно толст. Благодаря их крыльям они очень мобильны, и их довольно сложно убить. Они предпочитают нападать роем со всех сторон, вооружаясь плазменными пистолетами и игольниками. Но их защита довольно слаба, так как они не носят искусственной брони или, за исключением отдельных командиров, энерго-щитов. Вне поле боя Рой обычно используют для ремонта кораблей, когда нет Инженеров.
Воины Роя являются отличными воздушными бойцами и дышат кислородной атмосферой. Но, по-видимому, они могут находиться некоторое время и в вакууме. В бою они предпочитают нападать издалека, цепляясь за стены и потолки. Несмотря на это, они также являются опытными ближними бойцами, используя свои острые когти в бою.
Как и Хрюки, Рой является завоёванной расой, которую заставили войти в Ковенант. Они строго следуют религии Ковенанта и подчиняются приказам беспрекословно, но не принимают участия в социальных нормах из-за трудностей общения с другими расами. Всё ещё сохраняя подобие улейного социального строя, Рой считает Пророков своими «королевами-матками».